# Ficedula hodgsonii
Ficedula hodgsonii е вид птица от семейство Muscicapidae.

## Разпространение
Видът е разпространен в Бутан, Виетнам, Индия, Китай, Лаос, Мианмар, Непал и Тайланд.